# Новозеландская кунья акула
Новозеландская кунья акула (Mustelus lenticulatus) — вид хрящевых рыб рода обыкновенных куньих акул семейства куньих акул отряда кархаринообразных. Эндемик юго-западной части Тихого океана. Размножается плацентарным живорождением. Максимальная зафиксированная длина 1,37 м. Опасности для человека не представляет. Рацион состоит в основном из ракообразных. Мясо употребляют в пищу. Впервые вид научно описан в 1932 году.

## Ареал
Новозеландские куньи акулы обитают в юго-западной части Тихого океана у побережья Новой Зеландии. от . Они встречаются на континентальном шельфе и в эстуариях рек на глубине до 860 м, чаще всего на 400 м.

## Описание
У новозеландских куньих акул короткая голова, вытянутая, тупая морда и довольно стройное тело. Расстояние от кончика морды до основания грудных плавников составляет от 17 % до 21 % от общей длины тела. Относительно крупные овальные глаза вытянуты по горизонтали. По углам короткого рта имеются губные борозды. Верхние борозды длиннее нижних. Длина рта сопоставима с длиной глаза и составляет 2,6—3,5 % от длины тела. Заострённые асимметричные зубы оснащены центральным остриём и латеральными зубцами. Расстояние между спинными плавниками составляет 18—24 % от длины тела. Грудные плавники довольно крупные, длина переднего края составляет 12—16 %, а заднего края 8,7—17 % от общей длины соответственно. Длина переднего края брюшных плавников составляет 7,2—8,7 % от общей длины тела. Высота анального плавника равна 2,7—4,3 % от общей длины. Первый спинной плавник имеет почти треугольную форму, он больше второго спинного плавника. Его основание расположено между основанием грудных и брюшных плавников. Основание второго спинного плавника находится перед основанием анального плавника. Анальный плавник меньше обоих спинных плавников. У края верхней лопасти хвостового плавника имеется вентральная выемка. Окрас серого или серо-коричневого цвета, иногда брюхо светлое. По спине разбросаны многочисленные светлые пятнышки.

## Биология
Самки крупнее самцов, средний размер самок составляет 151 см, в то время как самцы вырастают в среднем до 126 см. Новозеландский куньи акулы быстро растут и достигают половой зрелости на 5—8 году жизни. Продолжительность жизни составляет не менее 15 лет. Этот вид размножается живорождением. Беременность длится около 11 месяцев. Длина новорожденных около 20—32 см. Численность потомства напрямую зависит от размеров матери. В помёте от 2 до 37 новорожденных, в среднем 11. Взрослые самки приносят потомство ежегодно, имея лишь небольшой период отдыха между беременностями (1—2 месяца). Спаривание, овуляция и роды происходят в основном весной и ранним летом. Природными питомниками служат мелкие бухты и защищённые прибрежные воды. Молодые акулы остаются в питомниках на лето до осени, а затем уплывают на глубину.
Рацион этих акул состоит в основном из ракообразных, и в меньшей степени моллюсков и прочих донных беспозвоночных.

## Взаимодействие с человеком
Не представляет опасности для человека. Является объектом коммерческого промысла. Мясо употребляют в пищу. В 1978 году эти акулы составили 5 % от всего улова Новой Зеландии. Этих акул ловят с помощью жаберных сетей и тралов. Международный союз охраны природы присвоил этому виду статус «Вызывающий наименьшие опасения».

## Звуковые клики
В исследовании, опубликованном 26 марта 2025 года, впервые документировано, что акула вида Mustelus lenticulatus (rig) активно производит звуковые клики при манипуляциях под водой, при этом средний уровень звукового давления достигал 156,3 дБ ре. 1 μPa на расстоянии примерно 30 см, длительность клика составляла в среднем 48,42 мс, а полоса частот — около 23 кГц с пиковыми значениями между 2,4 и 18,5 кГц. Эксперименты, проведённые с 10 молодыми экземплярами (TL 55,5–80,5 см) в экспериментальном аквариуме у побережья Новой Зеландии, а также морфологический анализ зубов с использованием микроКТ, позволяют предположить, что механизм звукоизвлечения связан с резким щелчком плоских зубов, хотя для уточнения биологической значимости поведения требуются дополнительные исследования.